# Volvic
Volvic is een gemeente in het Franse departement Puy-de-Dôme in de regio Auvergne-Rhône-Alpes. De plaats maakt deel uit van het arrondissement Riom. Volvic ligt tussen Clermont-Ferrand, Riom en het Parc naturel régional des Volcans d'Auvergne in. Volvic telde op 1 januari 2022 4.779 inwoners.
In de gemeente ligt station Volvic.

## Geografie
De oppervlakte van Volvic bedroeg op 1 januari 2022 27,78 vierkante kilometer; de bevolkingsdichtheid was toen 172 inwoners per km².

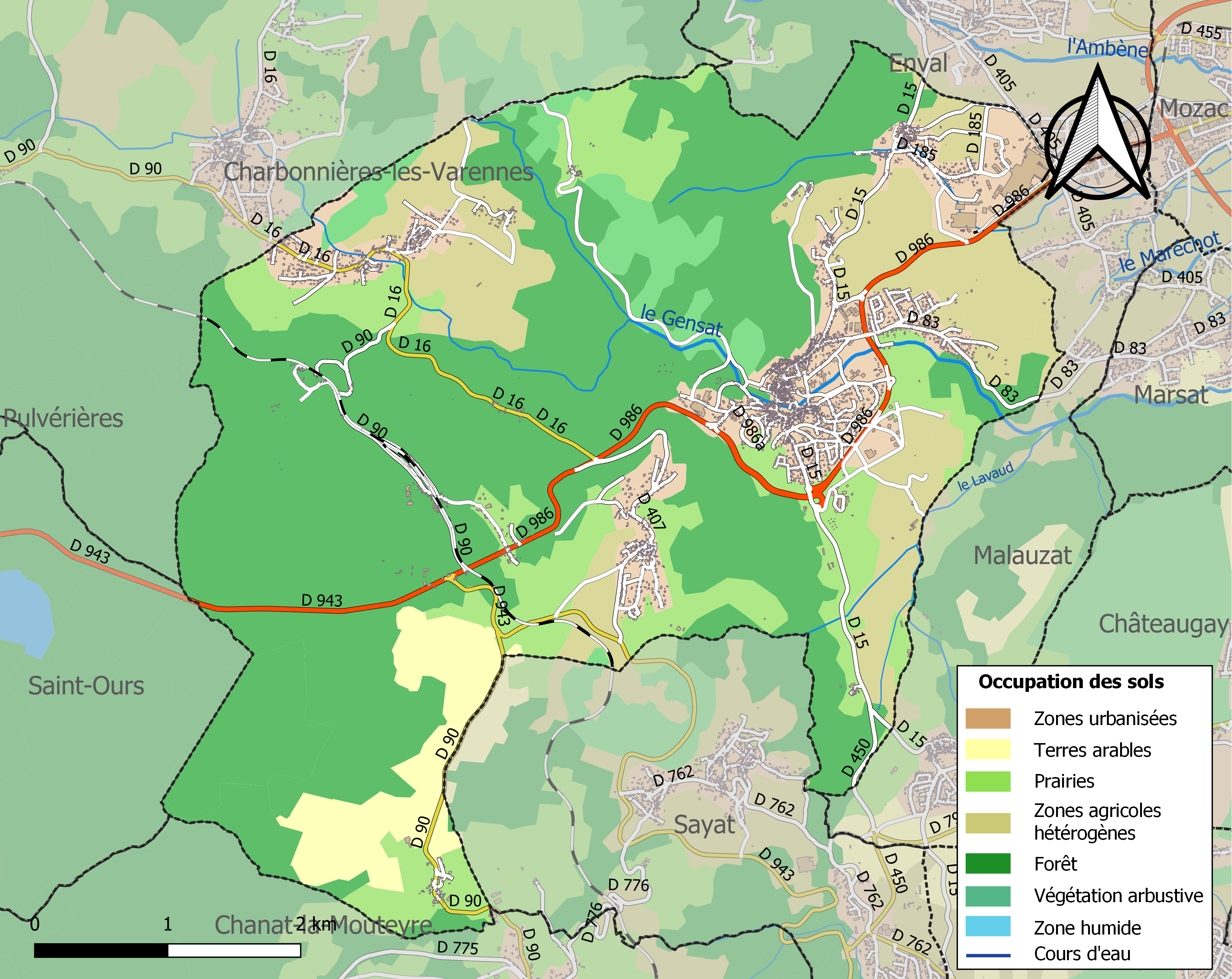
Kaart van de gemeente met belangrijkste infrastructuur, bodemgebruik en omliggende gemeenten

## Demografie
Onderstaande figuur toont het verloop van het inwonertal, bron: INSEE-tellingen. 

## Stedenband
- Unterschneidheim 1978
- Kirriemuir 1986

## Websites
- (fr)  informatie over Volvic
- (fr)  Statistische informatie op de website van INSEE